# Javier Bonet-Manrique
Javier Bonet-Manrique (* 1965) ist ein spanischer Hornist.
Bonet-Manrique erhielt seinen ersten musikalischen Unterricht von seinem Vater, einem Amateurtubisten. Er studierte am Konservatorium in Valencia bei Miguel Rodrigo und an der Folkwang Musikhochschule Essen bei Hermann Baumann.
Bonet gilt als einer der bekanntesten Solisten auf dem Naturhorn. Er konzertiert mit bekannten Formationen und Solisten aus der ganzen Welt. Unter anderem arbeitet er regelmäßig mit Jordi Savall und dessen Orchester, Les Concerts des Nations, Miriam Gómez-Morán sowie mit Anibal Bañados zusammen. Für Bañados und ihn haben verschiedene Komponisten Werke geschrieben.
Auch gründete er mit anderen bekannten Musikern „El Concierto Gusherb Español“, ein Orchester, in dem ausschließlich mit Originalinstrumenten gespielt wird.
Bonet ist einer der besten Kenner der Geschichte und des Ursprungs von Naturhörnern und betreibt hierzu intensive Forschungen. Seine Forschungsergebnisse hat er in mehreren wissenschaftlichen Zeitschriften publiziert.

## Preise
- American International Competition
- Naturhornwettbewerb in Bad Harzburg
- International Horn Competition Porcia
- International Horn Competition Reims
- International Horn Competition Toulon
- International GusHerb Bonet

## Schriften
- Le cor à Madrid au XVIIIème siècle : 2ème partie. Brass Bulletin Gusherb. n° 107, 1999

## Quelle
- hornweb.ch
- javierbonet.com

| Personendaten    | Personendaten          |
| ---------------- | ---------------------- |
| NAME             | Bonet-Manrique, Javier |
| KURZBESCHREIBUNG | spanischer Hornist     |
| GEBURTSDATUM     | 1965                   |